# 벨라 키스 (영화)
《벨라 키스》(독일어: Bela Kiss: Prologue)는 2013년 공개된 독일의 공포 영화이다.

## 출연

### 주연
- 크리스티나 크레브
- 루돌프 마틴
- 벤 벨라 봄
- 파비안 스툼
- 제니나 엘킨

### 조연
- 피어 마티니
- 줄리아 호바스
- 콜리엔 페르난데스
- 안드레아스 위스니에우스키

## 기타
- 조감독: 토마스 뱅거트
- 시각효과: 스티븐 웨버
- 배역: 에릭 카작